# Гірняк Евриала
Гірняк Евриала (Erebia euryale) — вид денних метеликів родини сонцевиків (Nymphalidae).

## Поширення
Гірняк Евриала поширений у гірських системах Південної, Центральної Європи, Балканського півострова, та у тайзі і лісотундрі Північної та Північно-Східної Європи до Уральських гір включно. В Україні поширений у Карпатах, де є досить численним видом.

## Опис
довжина переднього крила — 19-25 мм. Вид дуже мінливий, схожий на гірняка темнорудого (Erebia ligea). Відрізняється відсутністю андроконіальних плям на передніх крилах самців. Червоно-коричнева постдискальна перев'язь часто розбита на окремі плями, а розташовані на ній вічка зменшені до «сліпих» (позбавлених білих ядерець) точок або зовсім відсутні.

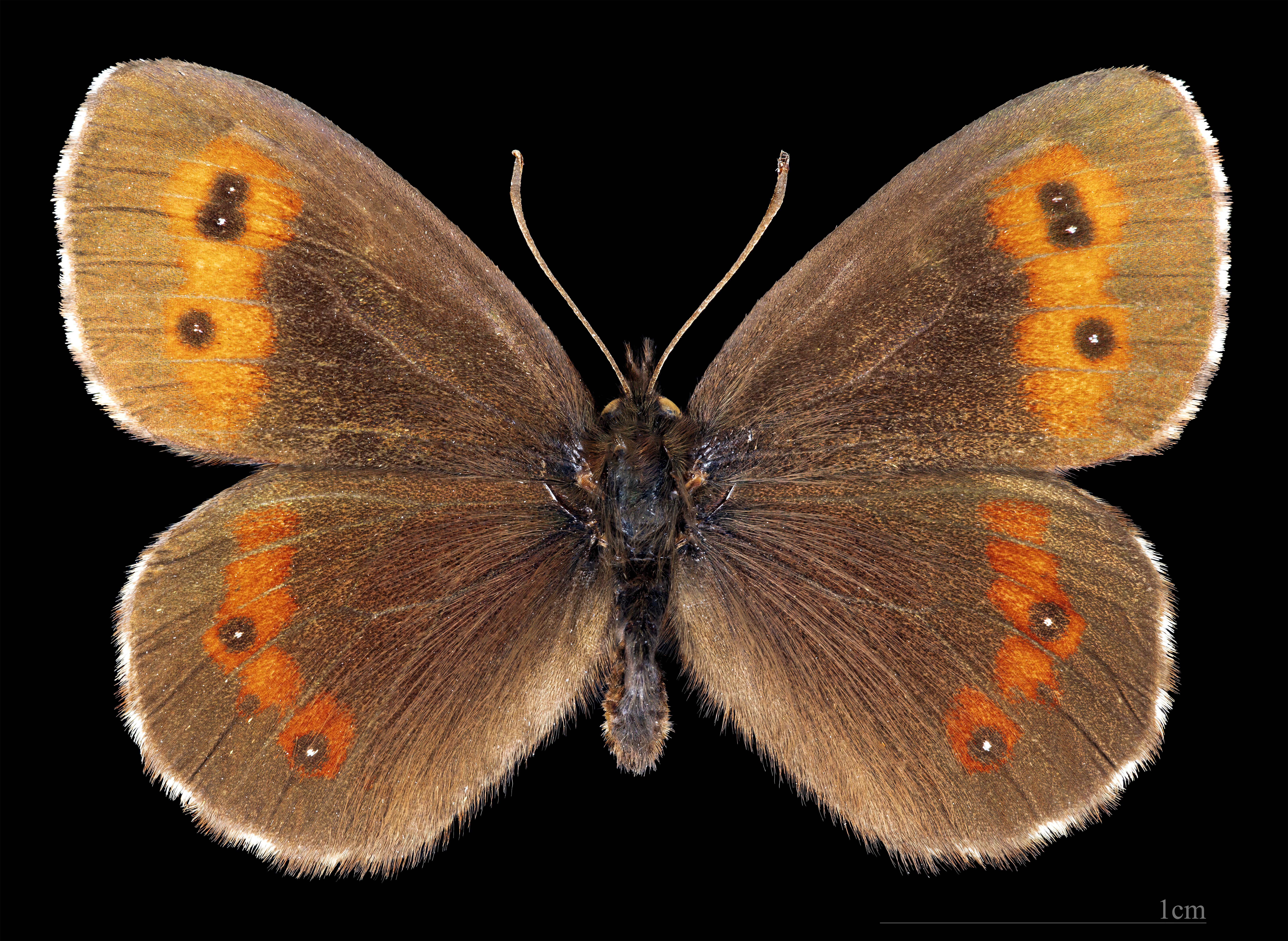
Erebia euryal adyte  ♂
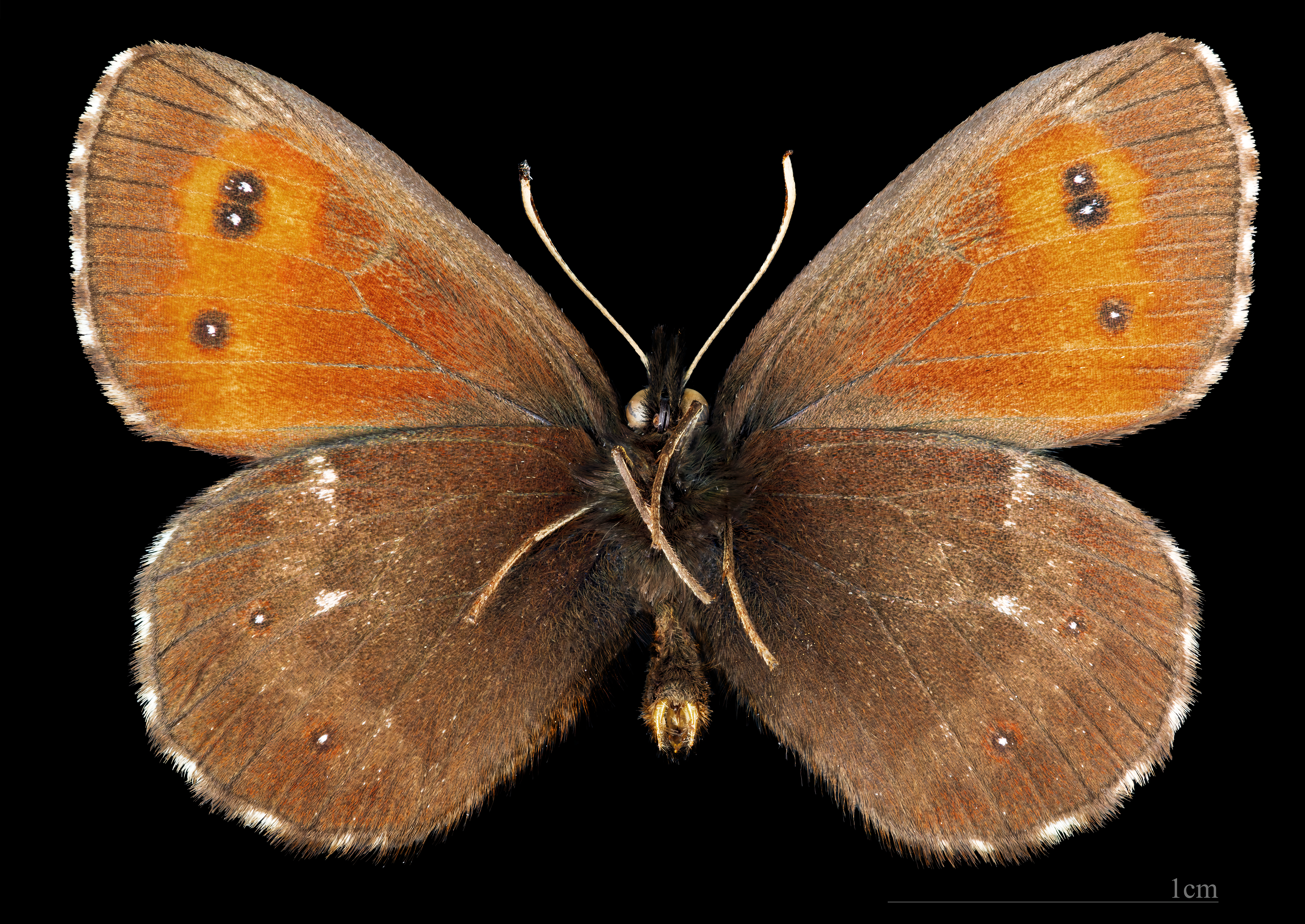
Erebia euryal adyte ♂   △

## Спосіб життя
Населяє рідколісся, узлісся і галявини змішаних лісів, іноді відлітають на десятки метрів від лісу. Метелики літають з кінця червня до кінця серпня. Самиці відкладають яйця по одному на кормові рослини. Гусениця живляться злаковими рослинами, зокрема, куничником, щучником, пальчаткою, просом, тонконогом, осокою, просянкою. Зимує гусениця.